# Демократическа партия на Сърбия
Демократическата партия на Сърбия (на сръбски: Демократска странка Србије, ДСС) е дясна националноконсервативна политическа партия в Сърбия, основана от бившия президент и министър-председател Воислав Кощуница.
На изборите през 2016 година партията печели 6 от 250 места в парламента.

## Основаване и история
Партията е основана през юли 1992 г. след като определен брой нейни членове напускат Демократическата партия, ръководена от убития през 2003 г. тогавашен сръбски премиер и лидер на ДП Зоран Джинджич.
През 1996 г. партията се присъединява към коалицията „Заедно“, в която влизат Демократическата партия, Гражданският съюз на Сърбия (ГСС) и Сръбското движение за обновление на Вук Драшкович, но по-късно напуска коалицията.
През януари 2000 г. е формиран блокът от опозиционни партии, противопоставящи се на режима на Слободан Милошевич, наречен „Демократична опозиция на Сърбия“ или ДОС.
Воислав Кощуница е предложен за общ кандидат на ДОС за президент на Съюзна република Югославия на извънредните президентски избори на 24 септември 2000 г.
На тези избори Воислав Кощуница убедително печели срещу тогавашния президент на СРЮ Слободан Милошевич. Изборната комисия обаче отказва да признае победата, което предизвиква масови протести в цяла Сърбия.
На 5 октомври 2000 г. няколкостотин хиляди души се струпват в Белград и започват насила да завземат най-важните държавни институции, като запалват сградите на съюзния парламент и сръбската държавна телевизия РТС.
Това, както и масовото преминаване на представители на полицията и особено на армията към страната на протестиращите, принуждава Слободан Милошевич да признае публично поражението си, а Воислав Кощуница заема длъжността президент на СРЮ на 7 октомври 2000 г.
През август 2001 г. Демократическата партия на Сърбия отново напуска коалицията ДОС, като твърди, че тя е свързана с престъпния свят.
След парламентарните избори на 28 декември 2003 г. партията съставя правителство на малцинството. След провеждането на референдум за приемане на нова конституция на Сърбия на 29 и 30 октомври 2007 г., Демократическата партия на Сърбия влиза в нелека коалиция с Демократическата партия и партията Г 17+, като Воислав Кощуница отново е избран за премиер.
След едностранното обявяване на независимост на Косово на 17 февруари 2008 година, правителството на Сърбия се оказва в дълбока криза, дължаща се на различия по политиката, която трябва да бъде следвана в бъдеще. В тази криза Демократическата партия на Сърбия, заедно с коалиционните си партньори, се противопоставя на продължаването на всякакви преговори с ЕС. След провала на всички опити за постигане на съгласие на 8 март 2008 г. премиерът Кощуница насрочва нови извънредни парламентарни избори за 11 май същата година, които са изгубени коалиция Демократическа партия на Сърбия-Нова Сърбия.
В резултат на това Демократическата партия на Сърбия излиза в опозиция.